# La bodega (película)
La bodega es una coproducción hispano-francesa dramática estrenada en 1930 y dirigida por Benito Perojo.
Está basada en la novela homónima del escritor Vicente Blasco Ibáñez publicada en 1905.

## Sinopsis
Fermín trabaja en las bodegas de la familia Dupont en la ciudad de Jerez, en unas condiciones miserables y de explotación tiránicas. Su ahijado Rafael, herido en una operación de contrabando, está al cuidado de la hija de Fermín, María Luz. Ambos se enamoran y se convierten en novios. En uno de los excesos y fiestas de Don Luis, este coquetea 
con María Luz delante del propio Rafael, quien a su vez es acosado por la prima del señorito, Lola “la Marquesita”. Durante la cosecha, Don Luis termina forzando a María Luz que, avergonzada, decide abandonar a Rafael sin darle ninguna explicación.

## Reparto
- Gabriel Gabrio como Fermín
- Concha Piquer como María Luz
- Enrique Riveros como Rafael
- Colette Darfeuil como La Marquesita
- Valentín Parera como Don Luis
- Jean Coste como Pablo Dupont
- María Luz Callejo como Dolores
- Régina Dalthy como Doña Elvira